# تحالف موزمبيق المستقل
تحالف موزمبيق المستقل (بالبرتغالية: Aliança Independente de Moçambique‏) هو حزب سياسي في موزمبيق. في الانتخابات التشريعية التي أجريت في 1 و2 ديسمبر 2004، كان الحزب هو الجزء الرئيسي من تحالف رينامو الانتخابي، الذي حصل على 29.7٪ من الأصوات الشعبية و90 من أصل 250 مقعدًا. وحصل المرشح الرئاسي لهذا التحالف، أفونسو دلاكاما، على 31.7٪ من الأصوات الشعبية.